# Margaret Edson
Margaret Edson (ur. 4 lipca 1961 w Waszyngtonie) – amerykańska dramatopisarka, przedszkolanka z zawodu, laureatka Nagrody Pulitzera. Wyróżnienie to otrzymała w 1999 za sztukę Wit (Dowcip).
Jej rodzicami byli dziennikarz Peter Edson i medyczna pracownica socjalna Joyce Edson. Margaret wcześnie poczuła powołanie do twórczości dramatycznej. Ukończyła Sidwell Friends School w Waszyngtonie i Smith College w Northampton w stanie Massachusetts. Wykonywała różne zawody. Pracowała między innymi w szpitalu. Doświadczenia z tego okresu wykorzystała przy pisaniu sztuki Wit. Podjęła też dalsze studia na Georgetown University w Waszyngtonie.
Dramat Wit został sfilmowany. Dowcip wyreżyserował Mike Nichols. W roli głównej wystąpiła Emma Thompson. Muzykę napisał Henryk Mikołaj Górecki.